# 巴斯特·波西

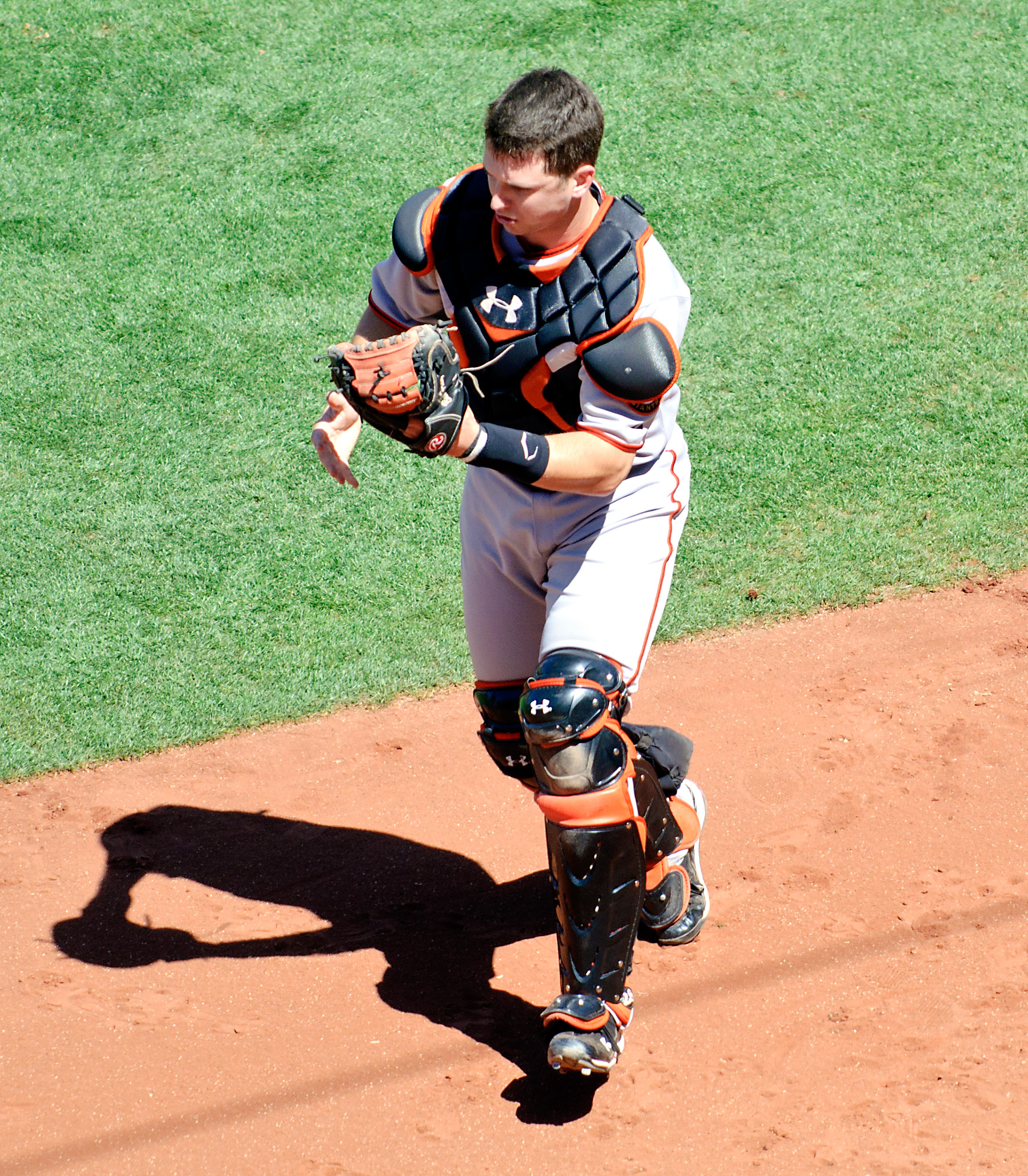
2010年擔任捕手的波西。

巴斯特·波西（1987年3月27日—），是美國棒球運動員，大聯盟生涯都效力於舊金山巨人，是2010年代最具代表性的攻擊型捕手。

## 學校時期
波西在大學時期是佛羅里達州立大學（Florida State Seminoles）的球員，一開始他是擔任游擊手，在65場的比賽中，他擁有0.346的打擊率和48分打點，之後在助理捕手小邁克·馬丁（Mike Martin, Jr）的建議下改學習當捕手。2008年，他繳出0.463打擊率、26發全壘打和93分打點的成績，獲得了強尼班奇獎（Johnny Bench Award）和2008年高校棒球年度最佳球員（Collegiate Baseball Player of the Year）獎項。

## 職業生涯
2008年，波西參加了大聯盟選秀會，並於第一輪第5名被舊金山巨人選中。同年，雙方以620萬美金簽下合約。2009年，波西獲邀參加春訓，但球季他是在小聯盟開始，直到9月11日，他才正式升上大聯盟，於9月19日對洛杉磯道奇的比賽中，敲出職業生涯的第1支安打。

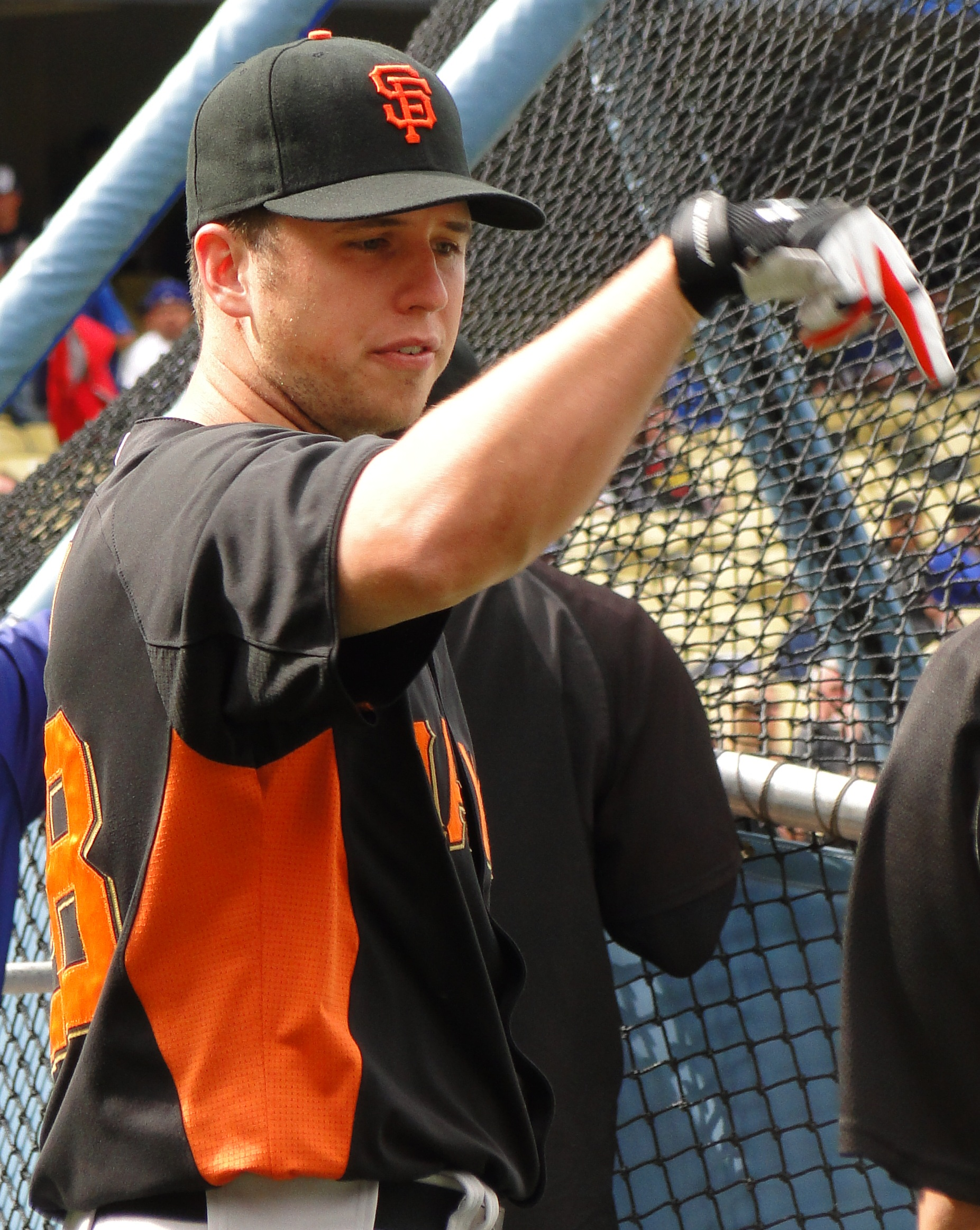
2011年4月的波西。

2010年球季，波西獲邀參加春訓，但球季仍然是從小聯盟開始。5月29日他被升上大聯盟，並且在對亞利桑那響尾蛇的比賽中擔任一壘手。在這場比賽他獲得他生涯得第1個得分，4次打擊擊出3支安打，還獲得3分打點。在6月的時候，因班吉·莫里納被交易到德州遊騎兵隊，他結束短暫的一壘手守備位置，正式成為巨人的先發捕手。6月9日，對辛辛那提紅人的比賽中，他從亞倫·哈朗的手中敲出生涯的第1發全壘打。7月7日，對密爾瓦基釀酒人的比賽中，擊出生涯的第1發滿貫全壘打，這場比賽他擊出4支安打，包含2發全壘打和6分打點。7月波西的打擊非常優異，繳出0.514打擊率、6發全壘打和13分打點。7月5日－11日，他獲得了國家聯盟單月MVP獎。
9月21日對芝加哥小熊的比賽中，波西於第8局擊出陽春全壘打，最後幫助球隊以1：0擊敗小熊。在今年的最後一場對聖地牙哥教士的比賽，他也於第8局擊出全壘打，幫助球隊以3：0擊敗教士，並獲得了國家聯盟西區冠軍 。
2010年世界大賽巨人的對手為德州遊騎兵，波西在第4場比賽中，從達倫·奧戴手中擊出全壘打，幫助球隊贏球，也順利幫助球隊以4勝1敗獲得了世界大賽冠軍。11月15日，波西擊敗了傑森·海沃德，獲得了國家聯盟年度最佳新人獎 。他成為球隊第6位獲得了此獎項的球員（前5位分別是威利·梅斯、奧蘭多·塞佩沙、威利·麥考維、蓋瑞·馬修和約翰·蒙特富斯科）。
2011年5月25日對馬林魚隊之戰，遭衝回本壘的史考特·考辛斯撞傷，造成韌帶斷裂與腓骨受傷。5月29日進行修復韌帶手術以固定腳踝關節，巨人隊宣佈波西的球季已經結束。此後聯盟修改了有關於本壘板衝撞的規章，被稱之為《波西條款》。
2014年7月13日巨人於AT&T球場對亞利桑那響尾蛇的比賽中，邦迦納與先發捕手搭檔巴斯特·波西分別擊出一支滿貫全壘打，這是大聯盟史上先發投捕搭檔首度在同一場比賽擊出滿貫全壘打，最後巨人以8：4擊敗響尾蛇。
2020-21年球季，由於新冠肺炎的大流行，波西因為擔心家人的健康（尤其是他們剛領養的一對早產雙胞胎女嬰），在大聯盟因疫情停賽後，宣布將不參與複賽，直到2021球季才正式歸隊。
2021年，巨人隊為了波西的健康狀況考量進行出賽的安排，讓波希每次出賽兩場後就休息一場；並且專注於接捕的工作，不再讓他去兼任一壘。而波西在打擊上也進行面對來球時動作的修正，將棒子晃動修正較為簡潔並更精進選球。令眾人意外的回覆巔峰時期的打擊水準，也讓波西再次獲得了國聯東山再起獎。即便帶著優異的成績結束該季比賽，為了家庭波西選擇放棄2022年與巨人的2200萬選擇權，於11月5日宣布退休。

## 引退之後
2022年9月21日，巨人隊宣布波西以股東身份加入30名成員組成的所有權集團，並擔任其董事會成員。波西在2024年賽季末主導了與麥特·查普曼（Matt Chapman）的合約談判，最終敲定了一份為期六年、價值 1.51 億美元的合約。
2024年9月30日，巨人隊宣布解僱棒球營運總裁法爾漢·扎伊迪（Farhan Zaidi），由波西接任。

## 私人生活
波西在2009年和他在高校的情人Kristen結婚。在2011年4月，他宣布他的太太已經懷孕，而且是雙胞胎。

## 外部連結
- 球員資訊和成績在MLB ，ESPN ，Retrosheet ，Baseball Reference ，Baseball Reference (Minors) ，Fangraphs ，The Baseball Cube （英文）
- Florida State Seminoles bio